# 阿肯色城 (阿肯色州)
阿肯色城（英語：Arkansas City）是一個位於美國阿肯色州迪沙縣的城鎮。根據2020年美國人口普查，該地人口為376人，而該地的面積約為1.28平方千米。同時該地也是迪沙縣的縣治。

## 地理
阿肯色城的座標為33°36′32″N 91°12′13″W / 33.60889°N 91.20361°W，而該地的平均海拔高度為41米（即135英尺）。